# كريس باريش
كريس باريش (بالإنجليزية: Chris Parrish)‏ هو متزلج مائي ‏ أمريكي، ولد في 19 يناير 1979 في ديستن في الولايات المتحدة.